# 岩崎寿男
岩崎 寿男（いわさき ひさお、1914年8月3日 - 2005年10月24日）は、日本の実業家。元三菱自動車工業顧問。

## 生涯
近藤宏太郎の四男として新潟県に生まれた（出生地は東京府…現：東京都）。1937年京都帝国大学工学部機械工学科を卒業し、三菱重工業に入社。岩崎俊弥（旭硝子創業者）の三女・温子と結婚し、俊弥未亡人（すなわち妻・温子の母）八穂の婿養子となった。
名古屋航空機製作所、名古屋発動機製作所、静岡発動機製作所、川崎機器製作所勤務を経て東京自動車製作所に転じる。1958年10月同所川崎製造部長に、1965年3月川崎自動車製作所副所長に就任。1967年5月同所長となったが、同年妻・温子に先立たれた。その後鷹司信熙の長女・睦子と再婚。
三菱重工の自動車部門が1970年三菱自動車工業として分離独立したため、同年5月同社取締役に就任。同年6月トラック事業部東京自動車製作所長を委嘱され、1973年5月同社常務に就任。1979年6月顧問に退いた。その間、東北三菱自動車部品工業社長を務めた。
肺炎のため2005年10月24日に91歳にて没した。墓所は多磨霊園。先妻・温子との間に1男2女をもうけた。長男・俊男は東京三菱銀行虎ノ門支店長、ダイヤモンドキャピタル（現：三菱UFJキャピタル）専務取締役を経てセルフリーサイエンス取締役、アーキタイプ非常勤取締役。